# (5394) Jurgens
(5394) Jurgens (1986 EZ1) – planetoida z pasa głównego asteroid okrążająca Słońce w ciągu 3,67 lat w średniej odległości 2,38 j.a. Odkryta została 6 marca 1986 roku.